# Farsa flíaca

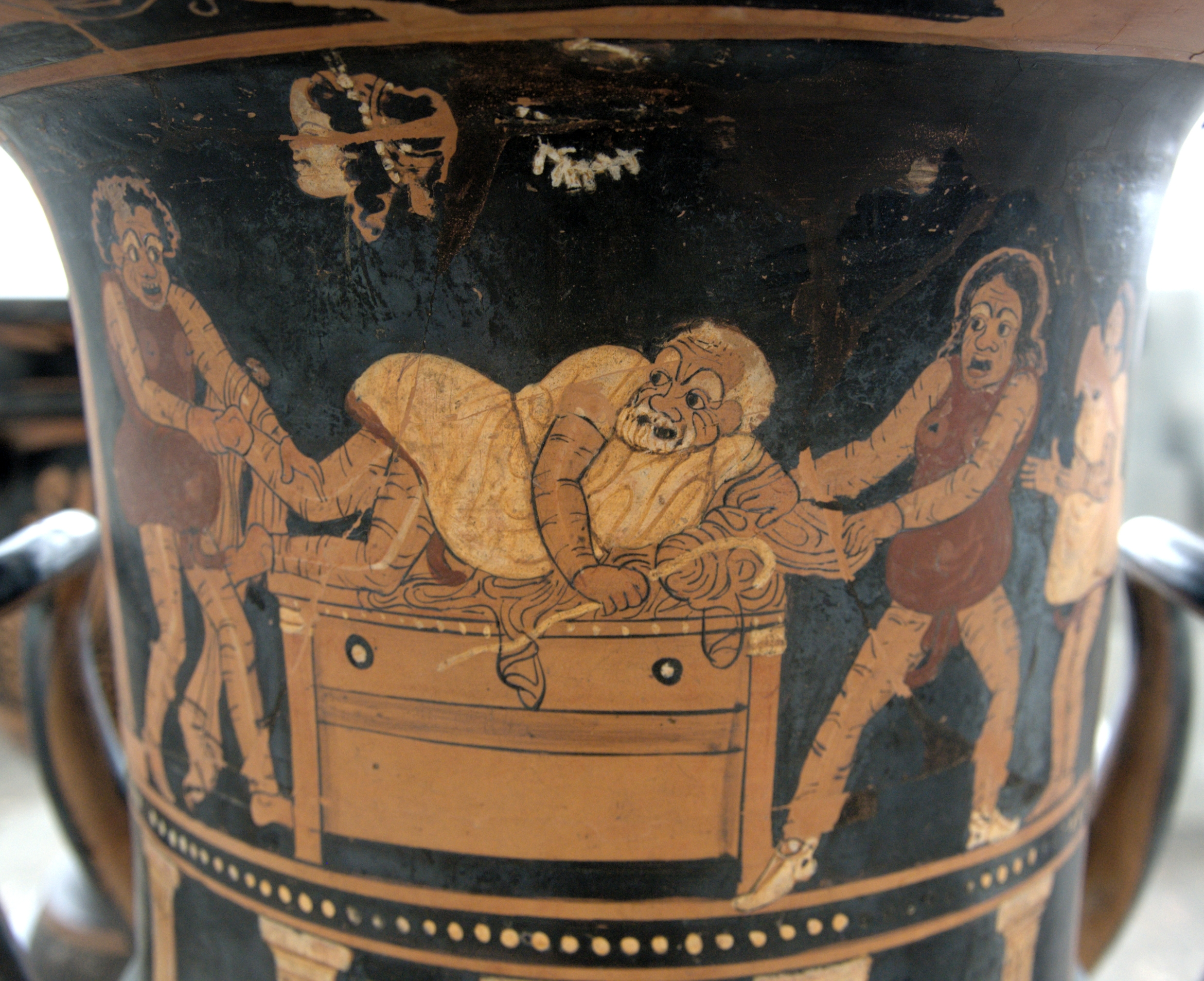
Tres hombres robando a un avaro en su casa, en una escena de una farsa fliácica de una crátera de cáliz de figuras rojas pintada por Asteas (350-340 a. C.)

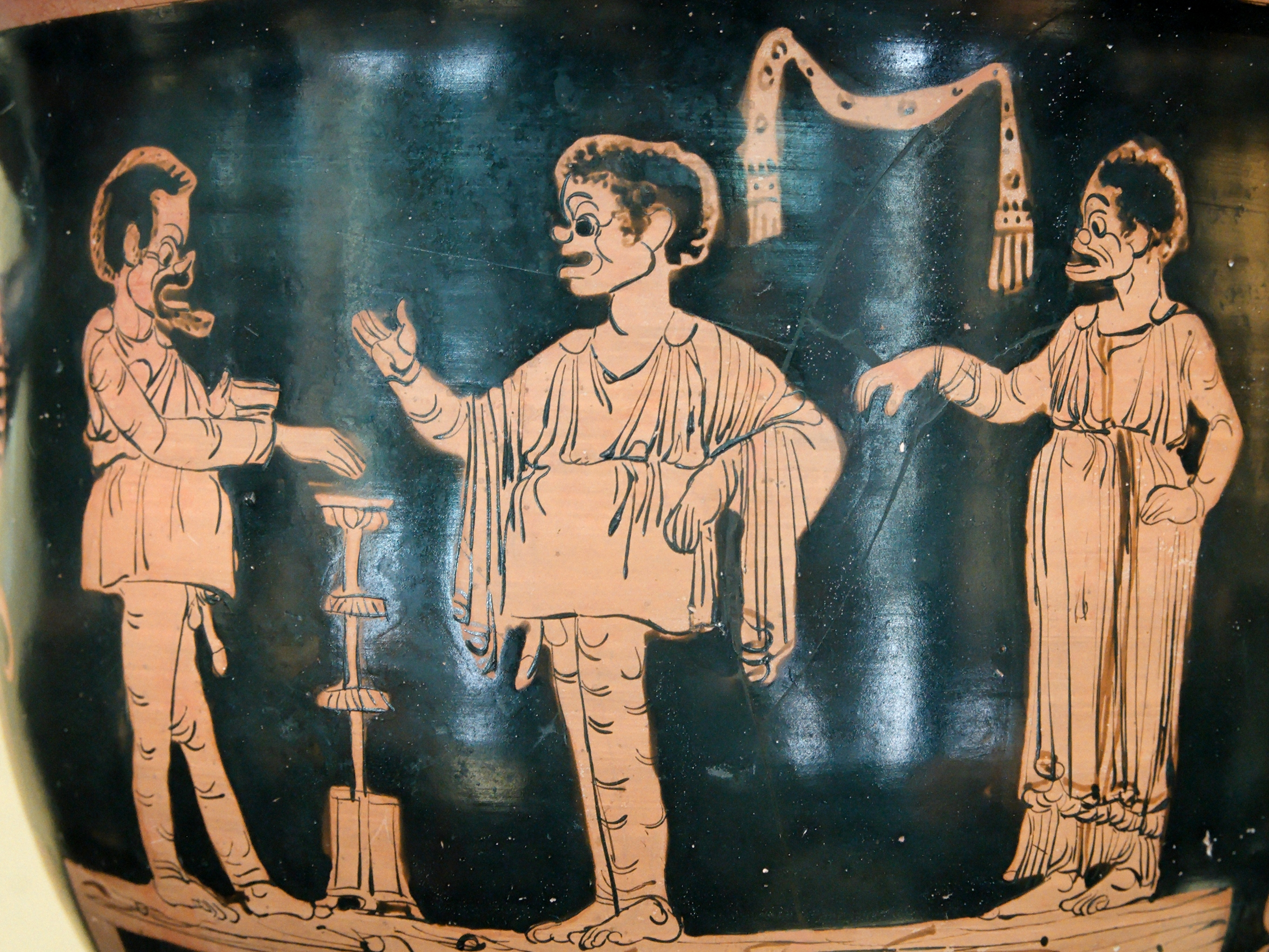
Escena de farsa flíaca. Crátera de campana apulia de figuras rojas, segundo cuarto del siglo IV a. C. (MAN).

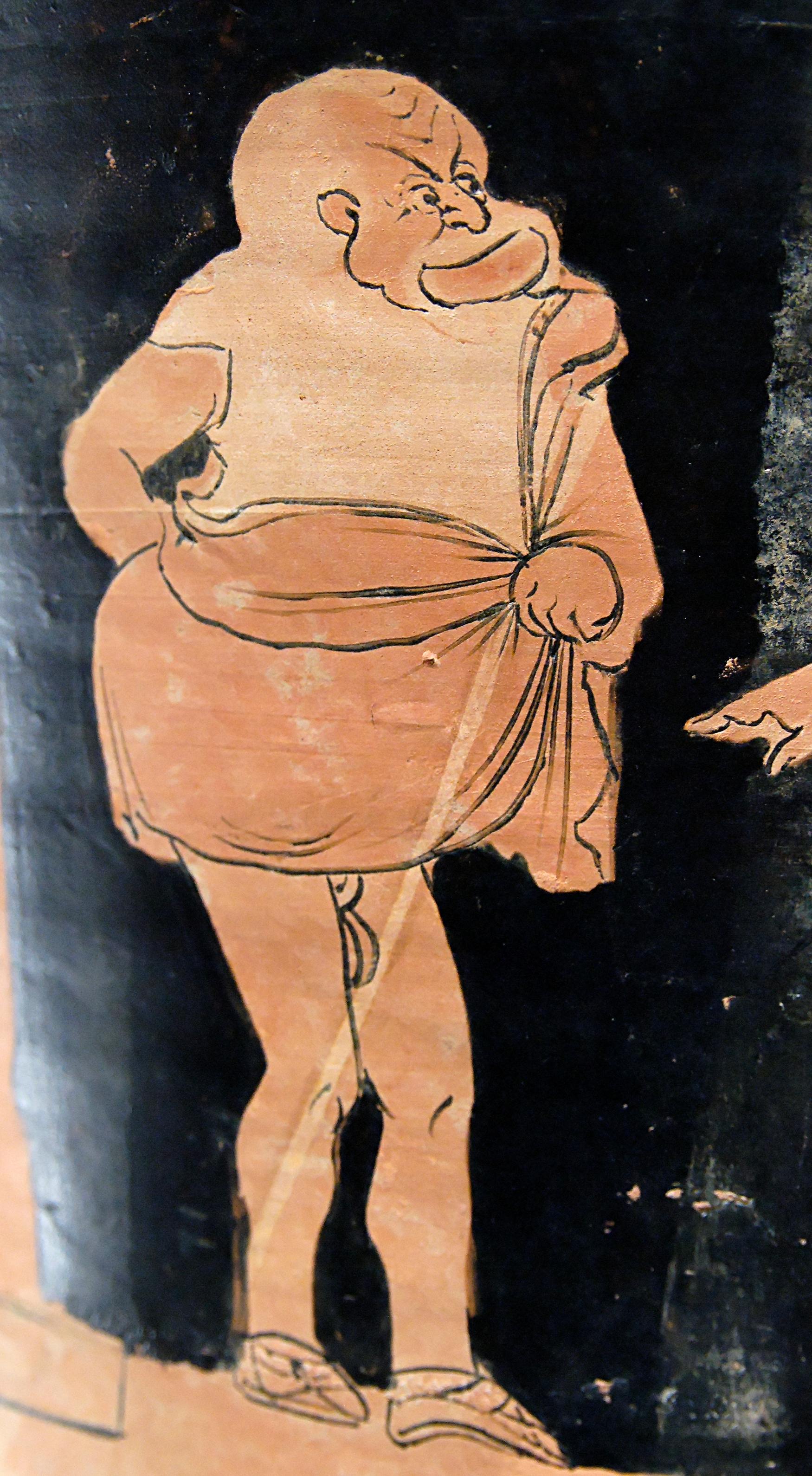
Actor fliácico como esclavo en una crátera de cáliz siciliana por un pintor del grupo Lentini-Manfria, c. 350-340 a. C.(Louvre).

La farsa flíaca, farsa fliácica, farsa fliax o farsa phlyax (del griego φλύαξ), también conocida como hilarotragedia, fue una comedia dramática burlesca que se desarrolló en las colonias dóricas de la Magna Grecia en el período helenístico, entre los siglos IVy III a. C.
Su nombre puede derivar del griego antiguo φλύακες, phlyakes, o «chismosos», del verbo φλυαρέω, «charlar», en dialecto dórico, que indicaba los actores o mimos que protagonizaban estas representaciones o del verbo phlein, «hincharse», por las prendas abultadas que vestían mediante relleno. Además, solían levar también máscaras grotescas, medias y túnica corta que les daban un aspecto ridículo u obsceno. Probablemente recitaban sobre el escenario y no en la orchestra.
Era un tipo de teatro muy especial, tal vez originado en el mismo sur de Italia, aunque gracias a las influencias de Grecia. De los títulos que han sobrevivido, parece que son una suerte de farsa burlesca mitológica donde se satirizan y mezclan los personajes del panteón griego como Zeus, Dioniso o Heracles con personajes y situaciones cotidianas de la Nueva Comedia ática. Influyó en el nacimiento del teatro latino.

## Autores
Sólo se conocen cinco autores del género por su nombre: Rintón y Sciras de Tarento, Bleso de Capri, Sópater de Pafos y Heráclida. De las propias obras sólo han sobrevivido algunos títulos y fragmentos.

## Características del género
Nossis de Locri ofrece la explicación del género más cercana contemporáneamente en su epitafio para Rintón:

"Pasamos por una carcajada y una palabra amable
Para mí: Rintón de Siracusa soy yo,
Pequeño ruiseñor de las Musas; y todavía
Para la trágica farsa arranqué una corona de hiedra."

Evidencias textuales y arqueológicas dan una imagen parcial de estas parodias de la mitología y la vida cotidiana. No ha sobrevivido ningún texto por lo que se ha conjeturado que serían, en gran medida, improvisaciones. Los vasos griegos pintados indican que las representaciones se realizaban en un escenario de madera elevado con una galería superior, y que los actores llevaban máscaras grotescas y vestimenta similares a las de la comedia ática antigua. Acrobacias y escenas absurdas que permitían exagerar los comportamientos para inducir un efecto cómico, fueron otras características esenciales de la farsa flíaca.
Las flíacas parecen desaparecer a finales del siglo III a. C., pero los habitantes oscos de Campania posteriormente desarrollaron una tradición de farsas, parodias y sátiras, influenciados por los modelos griegos tardíos, que se hicieron populares en Roma también durante este siglo. Este género se conoce como farsa atelana, siendo Atella una ciudad de Campania. La farsa atelana introdujo una serie de personajes tipo como Maccus y Bucco en la comedia latina; incluso en la antigüedad, se pensaba que eran los antepasados de los personajes que se encuentran en Plauto, y tal vez distantes de las de la comedia del arte. Aunque una visión más antigua mantenía que la comedia ática era la única fuente de la comedia romana, argumentando que Rintón, especialmente, influenció el Anfitrión de Plauto.

## Pinturas de vasos
Un número importante de vasos griegos de Italia del Sur representan escenas de farsas flíacas que han dado lugar a diversas interpretaciones sobre la tipología del Teatro de la Antigua Grecia. Los llamados vasos flíacos o fliax se ha convertido en la principal fuente de información sobre este género. En 1967, 185 de estos vasos habían sido identificados. Puesto que las representaciones teatrales y especialmente las comedias son raras de ver en lugares distintos al sur de Italia, se ha pensado que retratarían la tradición teatral netamente local. Los vasos aparecieron por primera vez a finales del siglo V a. C., pero la mayoría son del siglo IV a. C. Representan personajes grotescos, máscaras de la comedia y todo lo que recalca una actuación cómica como escaleras, canastas o ventanas abiertas. Alrededor de una cuarta parte de ellos representan una temporal plataforma baja de madera, aunque si se llegó a utilizar en realidad es cuestión de opiniones.
Algunos estudiosos consideran que los vasos representa escenas de la comedia ática antigua. El vaso Télefo Travestito de Würzburg (crátera de campana, H5697) fue identificado en 1980 como un vaso flíaco, pero Csapo y Taplin de manera independiente, han sugerido que lo que representa son Las Tesmoforiantes de Aristófanes.